# Dotnuva

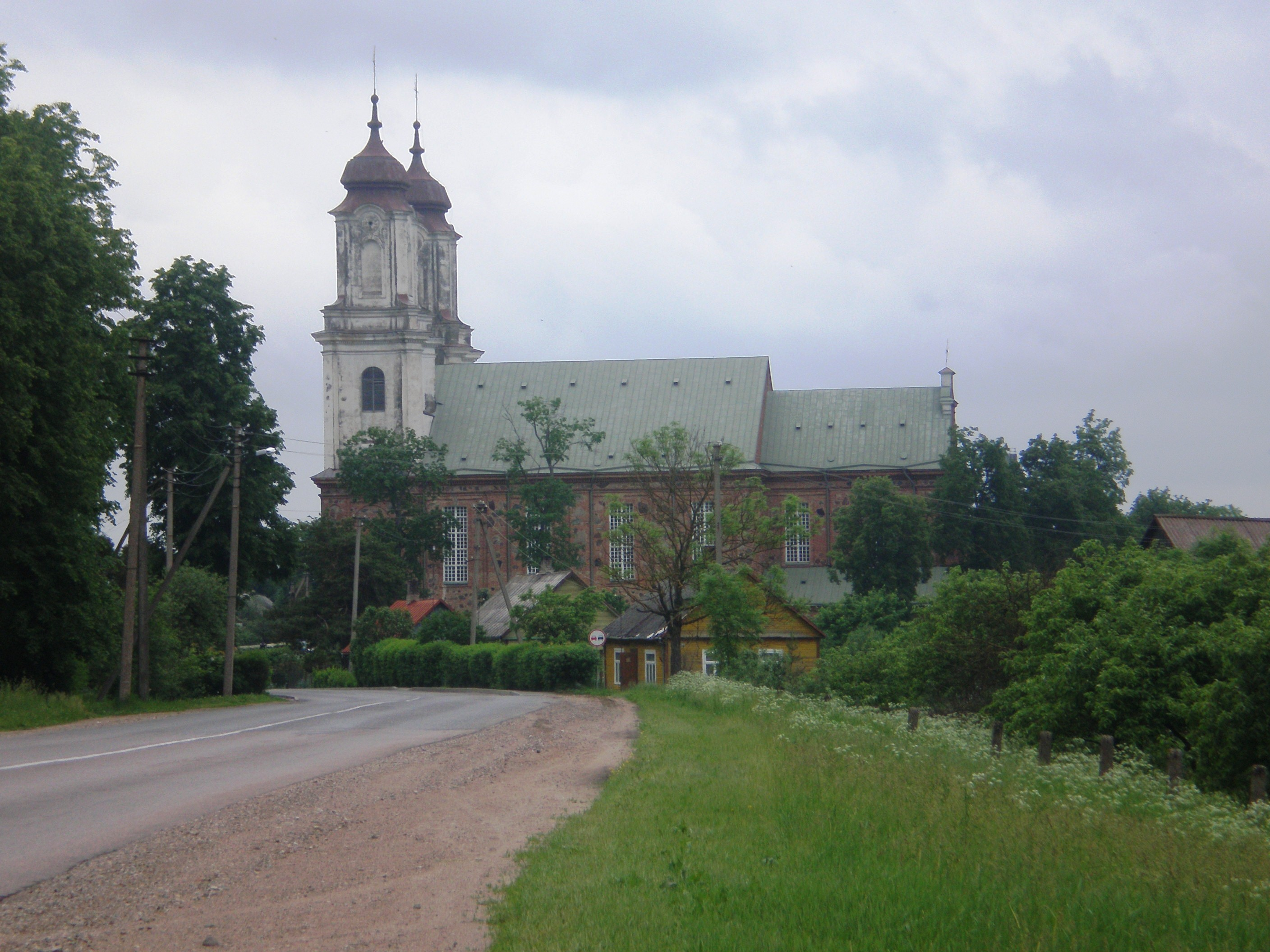
(Mariä-)Verkündigung-Kirche in Dotnuva

Dotnuva (deutsch: Dotnau) ist ein Städtchen mit 687 Einwohnern im Rayon Kėdainiai in Litauen, neben der Staatsstraße 144 Kėdainiai–Šiauliai und liegt etwa zehn Kilometer nordwestlich von Kėdainiai. Es ist das Zentrum der Verwaltungsgemeinschaft Dotnuva.
Am südöstlichen Ortsrand gibt es die 1810 erbaute katholische Verkündigungskirche.  Im Ort befindet sich auch ein Kloster, die Post (LT-58057) und eine Bibliothek. Über Dotnuva fließt die Dotnuvėlė, sie wird am östlichen Stadtrand in einem Teich aufgestaut.

## Geschichte
Urkundlich wurde der Ort schon im 14. Jh. erwähnt. Seit 1372 war es das Zentrum einer Gemeinde (valsčius) und seit 1582 ist es ein Städtchen. 1382 erwähnte man es in lateinischen Schriften als Datinen, später als Dotnava.
Das Landgut Dotnuva wurde im 14. Jh. gegründet und 1636 die erste hölzerne Kirche, sowie 1702 das  Bernhardiner-Kloster gebaut.
1637 wurde Dotnuva eine Stadt. In den Jahren 1773–1810 wurde die heutige katholische Kirche errichtet.
Das Recht auf den Wochenmarkt und 4 Jahrmärkte bekam Dotnuva 1777 von Stanislovas Augustas.
1924 wurde die Landwirtschaftliche Akademie Dotnuva  (jetzt Aleksandras-Stulginskis-Universität in Kaunas) gebaut.